# Томаш Холеш
Томаш Холеш (чеш. Tomáš Holeš; 31. март 1993) чешки је професионални фудбалер који тренутно наступа на позицији десног бека за Славију Праг и репрезентацију Чешке.
Каријеру је почео 2012. у Храдецу Кралове, гдје је провео пет година, након чега је 2017. отишао на позајмицу у Јаблонец. Послије једне сезоне, Јаблонец је откупио његов уговор, а у клубу је провео још једну сезону, након чега је, 2019. прешао у Славију Праг.
За репрезентацију Чешке до 21 године одиграо је десет утакмица, а за сениорску репрезентацију дебитовао је 2020. након чега је играо на Европском првенству 2020.

## Клупска каријера

### Храдец Кралове
Каријеру је почео у тиму Поличка, након чега је прешао у Храдец Кралове, гдје је играо за јуниорски тим.
Прије почетка прољећног дијела сезоне 2011/12. прикључен је првом тиму Храдеца. Дебитовао је 18. фебруара 2012. у поразу 3:1 од Слован Либереца, у 17 колу Прве лиге Чешке, када је стартовао утакмицу, али је изашао из игре на почетку другог полувремена. Одиграо је укупно 12 утакмица у лиги и није постигао ниједан гол.
На дан 26. августа 2012. постигао је први гол за клуб, у 55 минуту, у ремију 1:1 против Бањик Остраве. У 16 колу, у 47. минуту, скривио је пенал из којег је Јаблонец постигао гол за побједу од 3:2 и добио је црвени картон. Одиграо је укупно 24 утакмице у сезони 2012/13, у којој је Храдец испао у Другу лигу.
У првом дијелу сезоне 2013/14. био је повријеђен и није одиграо ниједну утакмицу, док је у другом дијелу сезоне, одиграо 14 утакмица и постигао један гол. Једини гол постигао је 30. марта 2014, у побједи од 3:1 против Варнсдорфа. Храдец је завршио на другом мјесту, бод иза Ческе Будјејовице и вратио се у Прву лигу.
У јулу 2014. продужио је уговор са клубом до 2017. Одиграо је сваку утакмицу у сезони, није постигао ниједан гол, а Храдец је поново испао из лиге.
На дан 19. априла 2016. постигао је гол за 1:1 у 53 минуту, у побједи од 2:1 против Пардубица. У 28 колу, Храдец је побиједио Бањик Соколов 2:0 и пласирао се у Прву лигу, захваљујући томе што је Знојмо изгубио од Влашима.
На почетку сезоне 2016/17, постављен је за једног од замјеника капитена — Павела Черног, заједно са Мареком Плашилом. На дан 31. јула 2016. године, у утакмици првог кола, у побједи од 3:1 на гостовању против Бохемијанса, учествовао је код другог гола, када је шутирао, а Зоран Гајић је постигао аутогол. У четвртом колу, против Височина Јихлаве био је капитен тима у одсуству Черног, а у 25 минуту, постигао је гол на асистенцију Данијела Трубача, за побједу од 1:0. На почетку 2017. морао је на операцију кољена, због чега је пропустио други дио сезоне. Одиграо је укупно 15 утакмица, а Храдец је поново испао из лиге.

### Јаблонец
У јулу 2017. отишао је на позајмицу у Јаблонец, са опцијом откупа уговора. За клуб је дебитовао 5. новембра 2017. у побједи од 1:0 против Збројовке Брно. Први гол постигао је у побједи од 4:0 на гостовању против Височина Јихлаве, када је два гола постигао Лукаш Масопуст, а Владимир Јововић уписао двије асистенције. Играо је и у финалу Купа Чешке, у којем је Јаблонец изгубио од Славије Праг 3:1. Одиграо је укупно 18 утакмица у лиги и постигао је један гол.
На почетку сезоне 2018/19. Јаблонец је откупио његов уговор. Први гол у сезони, постигао је у побједи од 2:0 на гостовању против Славије Праг у петом колу, што је био први пораз Славије након четири узастопне побједе. На дан 30. септембра 2018. постигао је гол за изједначење против Теплица, док је Масопуст постигао гол у 90. минуту за побједу од 2:1. На дан 3. децембра, постигао је гол у побједи од 4:0 против Фастав Злина, у 17 колу, док је пет дана касније, постигао гол у поразу 2:1 од Карвине. Одиграо је свих 30 утакмица у првенству, док је одиграо и свих шест утакмица у групној фази Лиге Европе, гдје је Јаблонец завршио на последњем мјесту у групи.

### Славија Праг
У јуну 2019. прешао је у Славију Праг, са којом је потписао уговор до 2023, придруживши се тако Масопусту и Петру Шевчику, који су прешли у Славију у јануару 2019. За клуб је дебитовао 10. августа, у побједи од 1:0 против Слован Либереца, у петом колу првенства. Играо је и у плеј офу квалификација за Лигу шампиона, у побједи од 1:0 на гостовању против Клужа. Први гол за клуб постигао је 30. маја, у побједи од 5:0 против Јаблонеца, у 30 колу. Одиграо је укупно 12 утакмица у регуларном дијелу првенства, као и три утакмице у плеј офу и освојио је титулу са Славијом, што је била 20 титула за клуб.
У првом колу у сезони 2020/21. постигао је гол у побједи од 6:0 на гостовању против Ческе Будјејовице, након чега је постигао гол и у четвртом колу, на асистенцију Владимира Цоуфала, у побједи од 5:1 против Теплица. Трећи гол у сезони постигао је у побједи од 4:0 против Опаве у 24 колу. На дан 8. априла 2021. постигао је гол у последњем минуту, за реми 1:1 на гостовању против Арсенала, у првој утакмици четвртфинала Лиге Европе. Три дана касније, постигао је гол у побједи од 2:0 против Спарте Праг у 26 колу. У реванш утакмици четвртфинала Лиге Европе, Арсенал је побиједио 4:0 у Прагу и прошао даље. На дан 2. маја, постигао је први гол на утакмици, у шестом минуту, у побједи од 5:1 против Викторије Плзењ. Три дана касније, постигао је гол у побједи од 3:0 на гостовању против Спарте Праг, у полуфиналу Купа Чешке, којим се Славија пласирала у финале. У 32 колу, постигао је гол у ремију 1:1 против Марвине, али се повриједио и морао је да изађе из игре у 58 минуту, због чега је пропустио последња два кола и финале Купа. Укупно је одиграо 24 утакмице у лиги и постигао је шест голова,  а са клубом је освојио другу титулу првака заредом, трећу за Славију, као и Куп Чешке.

## Репрезентативна каријера
Није играо за млађе селекције репрезентације, док је за репрезентацију до 21 године дебитовао 10. септембра 2012. у побједи од 5:0 против Велса. За репрезентацију до 21 године одиграо је четири утакмице до 2015. У септембру 2020. по први пут је позван у сениорску репрезентацију Чешке, за утакмицу у Лиги нација 2020/21, против Шкотске. Због позитивних резултата на корона вирус на претходној утакмици, против Словачке, за утакмицу против Шкотске, морали су да буду замијењени сви играчи који су претходно играли. Дебитовао је на 7. септембра 2020. у поразу 2:1 од Шкотске. Први гол за репрезентацију постигао је 7. октобра 2020. у побједи од 2:1 против Кипра у пријатељској утакмици.
На дан 27. маја 2021. нашао се у тиму за Европско првенство 2020, које је због пандемије ковида 19 помјерено за 2021. На дан 8. јуна играо је у побједи од 3:1 против Албаније у пријатељској утакмици, последњој пред почетак Европског првенства. На првенству, у првом колу групе Д, ушао је у игру у 67 минуту умјесто Алекса Крала, а Чешка је побиједила Шкотску 2:0, са два гола Патрика Шика. У другом колу је био стартер, изашао је из игре у 63 минуту, када је умјесто њега ушао Крал, а Чешка је ремизирала 1:1 против Хрватске. У трећем колу, поново је био стартер, док је изашао у 84 минуту, када је Матјеј Видра ушао у игру, а Чешка је изгубила 1:0 од Енглеске и прошла је даље са трећег мјеста. У осмини финала, постигао је гол и асистирао је Шику у побједи од 2:0 против Холандије. У четвртфиналу, изашао је из игре у 46. минуту, умјесто њега ушао је Михаел Крменчик, а Чешка је изгубила 2:1 од Данске.

## Статистика каријере

### Клубови
Ажурирано након утакмице игране 18. маја 2021.
| Клуб              | Сезона            | Лига              | Лига  | Лига | Куп   | Куп  | Континентално | Континентално | Остало | Остало | Укупно | Укупно |
| Клуб              | Сезона            | Лига              | Утак. | Гол. | Утак. | Гол. | Утак.         | Гол.          | Утак.  | Гол.   | Утак.  | Гол.   |
| ----------------- | ----------------- | ----------------- | ----- | ---- | ----- | ---- | ------------- | ------------- | ------ | ------ | ------ | ------ |
| Храдец Кралове    | 2011/12.          | Прва лига Чешке   | 12    | 0    | 0     | 0    | —             | —             | —      | —      | 12     | 0      |
| Храдец Кралове    | 2012/13.          | Прва лига Чешке   | 24    | 1    | 0     | 0    | —             | —             | —      | —      | 24     | 1      |
| Храдец Кралове    | 2013/14.          | Друга лига Чешке  | 14    | 1    | 0     | 0    | —             | —             | —      | —      | 14     | 1      |
| Храдец Кралове    | 2014/15.          | Прва лига Чешке   | 30    | 0    | 1     | 0    | —             | —             | —      | —      | 31     | 0      |
| Храдец Кралове    | 2015/16.          | Друга лига Чешке  | 26    | 1    | 3     | 1    | —             | —             | —      | —      | 29     | 2      |
| Храдец Кралове    | 2016/17.          | Прва лига Чешке   | 15    | 1    | 1     | 0    | —             | —             | —      | —      | 16     | 1      |
| Храдец Кралове    | Укупно            | Укупно            | 121   | 4    | 5     | 1    | —             | —             | —      | —      | 126    | 5      |
| Јаблонец          | 2017/18.          | Прва лига Чешке   | 18    | 1    | 5     | 0    | —             | —             | —      | —      | 23     | 1      |
| Јаблонец          | 2018/19.          | Прва лига Чешке   | 35    | 5    | 2     | 1    | 6             | 0             | —      | —      | 43     | 6      |
| Јаблонец          | Укупно            | Укупно            | 53    | 6    | 7     | 1    | 6             | 0             | —      | —      | 66     | 7      |
| Славија Праг      | 2019/20.          | Прва лига Чешке   | 15    | 1    | 2     | 0    | 1             | 0             | —      | —      | 18     | 1      |
| Славија Праг      | 2020/21.          | Прва лига Чешке   | 24    | 6    | 3     | 1    | 11            | 1             | —      | —      | 38     | 8      |
| Славија Праг      | Укупно            | Укупно            | 39    | 7    | 5     | 1    | 12            | 1             | 0      | 0      | 56     | 9      |
| Укупно у каријери | Укупно у каријери | Укупно у каријери | 213   | 17   | 17    | 3    | 18            | 1             | 0      | 0      | 248    | 21     |

### Репрезентација
Ажурирано након утакмице игране 3. јула 2021.
| Репрезентација | Година | Наступи | Голови |
| -------------- | ------ | ------- | ------ |
| Чешка          |        |         |        |
| 2020.          | 4      | 1       |        |
| 2021.          | 9      | 1       |        |
| Укупно         | Укупно | 13      | 2      |

### Голови за репрезентацију
Ажурирано након утакмице игране 27. јуна 2021.
| ‡ | Гол из пенала |

| Број | Датум            | Локација                           | Противник | Гол за | Коначан резултат | Такмичење                |
| ---- | ---------------- | ---------------------------------- | --------- | ------ | ---------------- | ------------------------ |
| 1.   | 7. октобар 2020. | АЕК арена, Ларнака, Кипар          | Кипар     | 1:0    | 2:1              | Пријатељска утакмица     |
| 2.   | 27. јун 2021.    | Пушкаш арена, Будимпешта, Мађарска | Холандија | 1:0    | 2:0              | Европско првенство 2020. |

## Успјеси

### Клубови
Славија Праг
- Прва лига Чешке (2): 2019/20, 2020/21
- Куп Чешке (1): 2020/21